# Anse Ger
Anse Ger es una localidad de Santa Lucía que forma parte del distrito de Micoud.